# Ministre chargé de l'Aménagement du territoire
Le gouvernement français dispose d’un ministre chargé de l’Aménagement du territoire. Il est chargé de favoriser le développement des régions et s’occupe des collectivités territoriales, de la mise en œuvre de politique de la ville, de la disposition spatiale des hommes et des activités, du développement économique, de la décentralisation, de l’habitat, des transports et des communications[réf. nécessaire].
Depuis le 23 décembre 2024, François Rebsamen est ministre de l'Aménagement du territoire et de la Décentralisation.

## Attributions
Depuis 2012, les attributions traditionnellement dévolues au ministre de l’aménagement du territoire, et au ministre du logement ou de la ville, peuvent l’être à un ministre unique, de l’« égalité des territoires » ou de la « cohésion des territoires ».
De plus les collectivités territoriales, habituellement du ressort du ministre de l’Intérieur peuvent également être intégré dans le portefeuille des territoires.
Depuis octobre 2018, « Le ministre de la cohésion des territoires et des relations avec les collectivités territoriales élabore et met en œuvre la politique du Gouvernement en matière de décentralisation, de développement et d'aménagement équilibrés de l'ensemble du territoire national et de solidarité entre les territoires. Il prépare et met en œuvre la politique du Gouvernement en matière d'urbanisme et de logement. » Ses compétences incluent :
- la politique de cohésion des territoires ;
- la politique du logement et de la construction ainsi que la lutte contre la précarité et l'exclusion ;
- la politique de la ville.

## Administration
Depuis 2017, le ministre de la cohésion des territoires a autorité, :
- conjointement avec le ministre d'Etat, ministre de la transition écologique et solidaire, sur le secrétariat général et la direction générale de l'Aménagement, du Logement et de la Nature ;
- conjointement avec le ministre d'Etat, ministre de l'intérieur, sur la direction générale des collectivités locales ;
- conjointement avec le ministre de l'économie sur le service à compétence nationale dénommé « Agence du numérique » ;
- sur l'Agence nationale de la cohésion des territoires qui remplace en 2019 le Commissariat général à l'égalité des territoires, lequel avait succédé en 2014 à la délégation interministérielle à l'aménagement du territoire et à l'attractivité régionale (DATAR).

## Liste des ministres et des secrétaires d'État
Le tableau suivant dresse la liste des ministres et des secrétaires d'État chargés de l'aménagement du territoire dans les gouvernements de la Cinquième République française. Seuls sont référencés les ministres chargés de l'Aménagement du territoire, d'autres ministres délégués peuvent donc ne pas apparaître. Se référer donc à la liste dont font partie les ministres de tutelle.
| Ministre délégué ou secrétaire d'État                                                       | Ministre délégué ou secrétaire d'État | Ministre délégué ou secrétaire d'État                                            | Intitulé | Ministre de tutelle                                                                                | Intitulé | Gouvernement                    | Début                           | Fin               |
| Présidence de Charles de Gaulle                                                             | Présidence de Charles de Gaulle       | Présidence de Charles de Gaulle                                                  | Présidence de Charles de Gaulle                                                                             | Présidence de Charles de Gaulle                                                                    | Présidence de Charles de Gaulle                                                                                   | Présidence de Charles de Gaulle | Présidence de Charles de Gaulle |                   |
| ------------------------------------------------------------------------------------------- | ------------------------------------- | -------------------------------------------------------------------------------- | --- | -------------------------------------------------------------------------------------------------- | --- | ------------------------------- | ------------------------------- | ----------------- |
|                                                                                             | Maurice Schumann                      |                                                                                  | Ministre délégué pour l'Aménagement du territoire                                                           | Georges Pompidou                                                                                   | Premier ministre                                                                                                  | Pompidou 1                      | 15 avril 1962                   | 16 mai 1962       |
| Aucun titulaire                                                                             | Aucun titulaire                       | Aucun titulaire                                                                  | Aucun titulaire                                                                                             | Aucun titulaire                                                                                    | Aucun titulaire                                                                                                   | Pompidou 1, 2 et 3              | 16 mai 1962                     | 7 avril 1967      |
|                                                                                             | Raymond Marcellin                     |                                                                                  | Ministre délégué chargé du Plan et de l'Aménagement du territoire                                           | Georges Pompidou                                                                                   | Premier ministre                                                                                                  | Pompidou 4                      | 8 avril 1967                    | 31 mai 1968       |
|                                                                                             | Olivier Guichard                      |                                                                                  | Ministre délégué chargé du Plan et de l'Aménagement du territoire                                           | Georges Pompidou                                                                                   | Premier ministre                                                                                                  | Pompidou 4                      | 31 mai 1968                     | 10 juillet 1968   |
| Maurice Couve de Murville                                                                   | Olivier Guichard                      | Couve de Murville                                                                | Ministre délégué chargé du Plan et de l'Aménagement du territoire                                           | 12 juillet 1968                                                                                    | Premier ministre                                                                                                  | 20 juin 1969                    |                                 |                   |
| Présidence de Georges Pompidou                                                              |                                       |                                                                                  | | | |                                 |                                 |                   |
|                                                                                             | André Bettencourt                     |                                                                                  | Ministre délégué chargé du Plan et de l'Aménagement du territoire                                           | Jacques Chaban-Delmas                                                                              | Premier ministre                                                                                                  | Chaban-Delmas                   | 22 juin 1969                    | 5 juillet 1972    |
|                                                                                             | Olivier Guichard                      |                                                                                  | Ministre de l'Équipement, du Logement et de l'Aménagement du territoire                                     | Plein exercice                                                                                     | Plein exercice | Messmer 1                       | 6 juillet 1972                  | 12 juillet 1972   |
| Ministre de l'Aménagement du territoire, de l'Équipement, du Logement et du Tourisme        | Olivier Guichard                      | 12 juillet 1972                                                                  | 28 mars 1973                                                                                                | Plein exercice                                                                                     | Plein exercice | Messmer 1                       |                                 |                   |
| Ministre de l'Aménagement du territoire, de l'Équipement, du Logement et du Tourisme        | Olivier Guichard                      | Messmer 2                                                                        | 5 avril 1973                                                                                                | Plein exercice                                                                                     | Plein exercice | 27 février 1974                 |                                 |                   |
| Ministre d'État, ministre de l'Aménagement du territoire, de l'Équipement et des Transports | Olivier Guichard                      | Messmer 3                                                                        | 1er mars 1974                                                                                               | Plein exercice                                                                                     | Plein exercice | 27 mai 1974                     |                                 |                   |
| Présidence de Valéry Giscard d'Estaing                                                      |                                       |                                                                                  | | | |                                 |                                 |                   |
| Aucun titulaire                                                                             | Aucun titulaire                       | Aucun titulaire                                                                  | Aucun titulaire                                                                                             | Aucun titulaire                                                                                    | Aucun titulaire                                                                                                   | Chirac 1                        | 27/05/1974 27/08/1976           |                   |
|                                                                                             | Jean Lecanuet                         |                                                                                  | Ministre d'État chargé du Plan et de l'Aménagement du territoire                                            | Plein exercice                                                                                     | Plein exercice | Barre 1                         | 27 août 1976                    | 29 mars 1977      |
| Paul Dijoud                                                                                 |                                       | Secrétaire d'État chargé de l'Aménagement du territoire (à partir du 01/04/1977) | Jean-Pierre Fourcade                                                                                        | Ministre de l'Équipement et de l'Aménagement du territoire                                         | Barre 2 | 30 mars 1977                    | 8 juin 1977                     |                   |
| Jean-Pierre Fourcade                                                                        |                                       | Ministre de l'Équipement et de l'Aménagement du territoire                       | Plein exercice                                                                                              | Plein exercice                                                                                     | Barre 2 | 8 juin 1977                     | 26 septembre 1977               |                   |
| Fernand Icart                                                                               |                                       | Ministre de l'Équipement et de l'Aménagement du territoire                       | Plein exercice                                                                                              | Plein exercice                                                                                     | Barre 2 | 26 septembre 1977               | 31 mars 1978                    |                   |
| Aucun titulaire                                                                             | Aucun titulaire                       | Aucun titulaire                                                                  | Aucun titulaire                                                                                             | Aucun titulaire                                                                                    | Aucun titulaire                                                                                                   | Barre 3                         | 31 mars 1978                    | 22 mai 1981       |
| Présidence de François Mitterrand                                                           |                                       |                                                                                  | | | |                                 |                                 |                   |
|                                                                                             | Michel Rocard                         |                                                                                  | Ministre d'État, ministre du Plan et de l'Aménagement du territoire                                         | Plein exercice                                                                                     | Plein exercice | Mauroy 1                        | 22 mai 1981                     | 22 juin 1981      |
| Mauroy 2                                                                                    | Michel Rocard                         | 23/06/1981 22/03/1983                                                            | Ministre d'État, ministre du Plan et de l'Aménagement du territoire                                         | Plein exercice                                                                                     | Plein exercice |                                 |                                 |                   |
| Aucun titulaire                                                                             | Aucun titulaire                       | Aucun titulaire                                                                  | Aucun titulaire                                                                                             | Aucun titulaire                                                                                    | Aucun titulaire                                                                                                   | Mauroy 3                        | 22 mars 1983                    | 19 juillet 1984   |
|                                                                                             | Gaston Defferre                       |                                                                                  | Ministre d'État, chargé du Plan et de l'Aménagement du territoire                                           | Plein exercice                                                                                     | Plein exercice | Fabius                          | 19 juillet 1984                 | 20 mars 1986      |
|                                                                                             | Pierre Méhaignerie                    |                                                                                  | Ministre de l'Équipement, du Logement, de l'Aménagement du territoire et des Transports                     | Plein exercice                                                                                     | Plein exercice | Chirac 2                        | 20 mars 1986                    | 10 mai 1988       |
|                                                                                             | Jacques Chérèque                      |                                                                                  | Ministre délégué chargé de l'Aménagement du territoire et des Reconversions                                 | Roger Fauroux                                                                                      | Ministre de l'Industrie, du Commerce extérieur et de l'Aménagement du territoire                                  | Rocard 1                        | 12 mai 1988                     | 23 juin 1988      |
| Ministre de l'Industrie et de l'Aménagement du territoire                                   | Jacques Chérèque                      | Rocard 2                                                                         | Ministre délégué chargé de l'Aménagement du territoire et des Reconversions                                 | Roger Fauroux                                                                                      | 28 juin 1988 | 15 mai 1991                     |                                 |                   |
|                                                                                             | André Laignel                         |                                                                                  | Secrétaire d'État à la Ville et à l'Aménagement du territoire (à partir du 17/05/1991)                      | Michel Delebarre                                                                                   | Ministre d'État, ministre de la Ville et de l'Aménagement du territoire                                           | Cresson                         | 16 mai 1991                     | 2 avril 1992      |
| Secrétaire d'État à l'Aménagement du territoire (à partir du 04/04/1992)                    | André Laignel                         | Pierre Bérégovoy                                                                 | Premier ministre                                                                                            | Bérégovoy                                                                                          | 2 avril 1992 | 2 octobre 1992                  |                                 |                   |
| Secrétaire d'État à l'Aménagement du territoire (à partir du 04/04/1992)                    | André Laignel                         | Dominique Strauss-Kahn                                                           | Ministre de l'Industrie et du Commerce extérieur                                                            | Bérégovoy                                                                                          | 2 octobre 1992 | 29 mars 1993                    |                                 |                   |
|                                                                                             | Daniel Hoeffel                        |                                                                                  | Ministre délégué à l'Aménagement du territoire et aux Collectivités locales                                 | Charles Pasqua                                                                                     | Ministre d'État, ministre de l'Intérieur et de l'Aménagement du territoire                                        | Balladur                        | 30 mars 1993                    | 11 mai 1995       |
| Présidence de Jacques Chirac                                                                |                                       |                                                                                  | | | |                                 |                                 |                   |
|                                                                                             | Bernard Pons                          |                                                                                  | Ministre de l'Aménagement du territoire, de l'Équipement et des Transports                                  | Plein exercice                                                                                     | Plein exercice | Juppé 1                         | 18 mai 1995                     | 7 novembre 1995   |
|                                                                                             | Jean-Claude Gaudin                    |                                                                                  | Ministre de l'Aménagement du territoire, de la Ville et de l'Intégration                                    | Plein exercice                                                                                     | Plein exercice | Juppé 2                         | 7 novembre 1995                 | 2 juin 1997       |
|                                                                                             | Dominique Voynet                      |                                                                                  | Ministre de l'Aménagement du territoire et de l'Environnement                                               | Plein exercice                                                                                     | Plein exercice | Jospin                          | 4 juin 1997                     | 10 juillet 2001   |
| Yves Cochet                                                                                 |                                       | 10 juillet 2001                                                                  | Ministre de l'Aménagement du territoire et de l'Environnement                                               | Plein exercice                                                                                     | Plein exercice | Jospin                          | 6 mai 2002                      |                   |
|                                                                                             | Jean-Paul Delevoye                    |                                                                                  | Ministre de la Fonction publique, de la Réforme de l'État et de l'Aménagement du territoire                 | Plein exercice                                                                                     | Plein exercice | Raffarin 1                      | 7 mai 2002                      | 17 juin 2002      |
| Raffarin 2                                                                                  | Jean-Paul Delevoye                    | 17 juin 2002                                                                     | Ministre de la Fonction publique, de la Réforme de l'État et de l'Aménagement du territoire                 | Plein exercice                                                                                     | Plein exercice | 30 mars 2004                    |                                 |                   |
| Philippe Briand                                                                             |                                       | Secrétaire d'État à l'Aménagement du territoire                                  | Gilles de Robien                                                                                            | Ministre de l'Équipement, des Transports, de l'Aménagement du territoire, du Tourisme et de la Mer | Raffarin 3 | 31 mars 2004                    | 14 avril 2004                   |                   |
| Frédéric de Saint-Sernin                                                                    |                                       | Secrétaire d'État à l'Aménagement du territoire                                  | Gilles de Robien                                                                                            | Ministre de l'Équipement, des Transports, de l'Aménagement du territoire, du Tourisme et de la Mer | Raffarin 3 | 14 avril 2004                   | 31 mai 2005                     |                   |
| Christian Estrosi                                                                           |                                       | Ministre délégué à l'Aménagement du territoire                                   | Nicolas Sarkozy                                                                                             | Ministre d'État, ministre de l'Intérieur et de l'Aménagement du territoire                         | de Villepin | 2 juin 2005                     | 26 mars 2007                    |                   |
| Christian Estrosi                                                                           | François Baroin                       | Ministre délégué à l'Aménagement du territoire                                   | Ministre de l'Intérieur et de l'Aménagement du territoire                                                   | 26 mars 2007                                                                                       | de Villepin | 15 mai 2007                     |                                 |                   |
| Présidence de Nicolas Sarkozy                                                               |                                       |                                                                                  | | | |                                 |                                 |                   |
|                                                                                             | Alain Juppé                           |                                                                                  | Ministre d'État, ministre de l'Écologie, du Développement et de l'Aménagement durables                      | Plein exercice                                                                                     | Plein exercice | Fillon 1                        | 18 mai 2007                     | 18 juin 2007      |
|                                                                                             | Jean-Louis Borloo                     |                                                                                  | Ministre d'État, ministre de l'Écologie, du Développement et de l'Aménagement durables                      | Plein exercice                                                                                     | Plein exercice | Fillon 2                        | 19 juin 2007                    | 18 mars 2008      |
|                                                                                             | Hubert Falco                          |                                                                                  | Secrétaire d'État chargé de l'Aménagement du territoire                                                     | Jean-Louis Borloo                                                                                  | Ministre d'État, ministre de l'Écologie, de l'Énergie, du Développement durable et de l'Aménagement du territoire | Fillon 2                        | 18 mars 2008                    | 23 juin 2009      |
|                                                                                             | Michel Mercier                        |                                                                                  | Ministre de l'Espace rural et de l'Aménagement du territoire                                                | Plein exercice                                                                                     | Plein exercice | Fillon 2                        | 23 juin 2009                    | 13 novembre 2010  |
|                                                                                             | Bruno Le Maire                        |                                                                                  | Ministre de l'Agriculture, de l'Alimentation, de la Pêche, de la Ruralité et de l'Aménagement du territoire | Plein exercice                                                                                     | Plein exercice | Fillon 3                        | 14 novembre 2010                | 10 mai 2012       |
| Présidence de François Hollande                                                             |                                       |                                                                                  | | | |                                 |                                 |                   |
|                                                                                             | Cécile Duflot                         |                                                                                  | Ministre de l'Égalité des territoires et du Logement                                                        | Plein exercice                                                                                     | Plein exercice | Ayrault 1 et 2                  | 16 mai 2012                     | 31 mars 2014      |
|                                                                                             | Sylvia Pinel                          |                                                                                  | Ministre du Logement et de l'Égalité des territoires                                                        | Plein exercice                                                                                     | Plein exercice | Valls 1                         | 2 avril 2014                    | 25 août 2014      |
| Ministre du Logement, de l'Égalité des territoires et de la Ruralité                        | Sylvia Pinel                          | Valls 2 ,                                                                        | 26 août 2014                                                                                                | Plein exercice                                                                                     | Plein exercice | 11 février 2016                 |                                 |                   |
| Jean-Michel Baylet                                                                          |                                       | Valls 2 ,                                                                        | Ministre de l'Aménagement du territoire, de la Ruralité et des Collectivités locales                        | Plein exercice                                                                                     | Plein exercice | 11 février 2016                 | 6 décembre 2016                 |                   |
| Jean-Michel Baylet                                                                          | Cazeneuve                             | 6 décembre 2016                                                                  | Ministre de l'Aménagement du territoire, de la Ruralité et des Collectivités locales                        | Plein exercice                                                                                     | Plein exercice | 10 mai 2017                     |                                 |                   |
| Présidence d'Emmanuel Macron                                                                |                                       |                                                                                  | | | |                                 |                                 |                   |
|                                                                                             | Richard Ferrand                       |                                                                                  | Ministre de la Cohésion des territoires                                                                     | Plein exercice                                                                                     | Plein exercice | Philippe 1                      | 17 mai 2017                     | 20 juin 2017      |
| Julien Denormandie                                                                          |                                       | Secrétaire d’État auprès du ministre de la Cohésion des territoires              | Jacques Mézard                                                                                              | Ministre de la Cohésion des territoires                                                            | Philippe 2 , | 21 juin 2017                    | 16 octobre 2018                 |                   |
|                                                                                             | Jacqueline Gourault,                  |                                                                                  | Ministre de la Cohésion des territoires et des Relations avec les Collectivités territoriales               | Plein exercice                                                                                     | Plein exercice | 16 octobre 2018                 | 6 juillet 2020                  |                   |
| Castex                                                                                      | Jacqueline Gourault,                  | 6 juillet 2020                                                                   | Ministre de la Cohésion des territoires et des Relations avec les Collectivités territoriales               | Plein exercice                                                                                     | Plein exercice | 5 mars 2022                     |                                 |                   |
| Castex                                                                                      |                                       | Joël Giraud                                                                      | Ministre de la Cohésion des territoires et des Relations avec les Collectivités territoriales               | Plein exercice                                                                                     | Plein exercice |                                 | 5 mars 2022                     | 20 mai 2022       |
|                                                                                             | Amélie de Montchalin                  |                                                                                  | Ministre de la Transition écologique et de la Cohésion des territoires                                      | Plein exercice                                                                                     | Plein exercice | Borne                           | 20 mai 2022                     | 4 juillet 2022    |
|                                                                                             | Christophe Béchu                      |                                                                                  | Ministre de la Transition écologique et de la Cohésion des territoires                                      | Plein exercice                                                                                     | Plein exercice | Borne                           | 4 juillet 2022                  | 21 septembre 2024 |
|                                                                                             | Catherine Vautrin                     |                                                                                  | Ministre du Partenariat avec les territoires et de la Décentralisation                                      | Plein exercice                                                                                     | Plein exercice | Barnier                         | 21 septembre 2024               | 23 décembre 2024  |
|                                                                                             | François Rebsamen                     |                                                                                  | Ministre de l’Aménagement du territoire et de la Décentralisation                                           | Plein exercice                                                                                     | Plein exercice | Bayrou                          | 23 décembre 2024                | En fonction       |

### Décrets
Décrets relatifs à la composition du gouvernement ou aux attributions du ministre, parus au Journal officiel de la République française (JORF), sur Légifrance :
1. 1 2  Décret no 2018-913 du 24 octobre 2018 relatif aux attributions du ministre de la cohésion des territoires et des relations avec les collectivités territoriales
2. 1 2  Décret no 2017-1075 du 24 mai 2017 relatif aux attributions du ministre de la cohésion des territoires
3. ↑  Décret no 2005-772 du 11 juillet 2005 relatif aux attributions du ministre délégué à l'aménagement du territoire
4. ↑  Décret no 2009-828 du 3 juillet 2009 relatif aux attributions du ministre de l'espace rural et de l'aménagement du territoire
5. ↑  Décret no 2010-1453 du 25 novembre 2010 relatif aux attributions du ministre de l'agriculture, de l'alimentation, de la pêche, de la ruralité et de l'aménagement du territoire
6. ↑  Décret no 2012-770 du 24 mai 2012 relatif aux attributions du ministre de l'égalité des territoires et du logement
7. ↑  Décret du 16 mai 2012 relatif à la composition du gouvernement
8. ↑  Décret du 21 juin 2012 relatif à la composition du gouvernement
9. ↑  Décret no 2014-414 du 16 avril 2014 relatif aux attributions du ministre du logement et de l'égalité des territoires
10. ↑  Décret du 2 avril 2014 relatif à la composition du gouvernement
11. ↑  Décret du 26 août 2014 relatif à la composition du gouvernement
12. ↑  Décret du 11 février 2016 relatif à la composition du gouvernement
13. ↑  Décret no 2016-251 du 3 mars 2016 relatif aux attributions du ministre de l'aménagement du territoire, de la ruralité et des collectivités territoriales
14. ↑  Décret du 6 décembre 2016 relatif à la composition du Gouvernement
15. ↑  Décret du 17 mai 2017 relatif à la composition du Gouvernement
16. ↑  Décret no 2017-1151 du 10 juillet 2017 relatif aux attributions du secrétaire d'Etat auprès du ministre de la cohésion des territoires
17. ↑  Décret du 21 juin 2017 relatif à la composition du Gouvernement
18. ↑  Décret du 16 octobre 2018 relatif à la composition du Gouvernement
19. ↑  Décret no 2020-877 du 15 juillet 2020 relatif aux attributions du ministre de la cohésion des territoires et des relations avec les collectivités territoriales